# Vellea cruenta
Vellea cruenta är en insektsart som först beskrevs av Hermann Burmeister 1838.  Vellea cruenta ingår i släktet Vellea och familjen vårtbitare. Inga underarter finns listade i Catalogue of Life.